# Condado de Golden Valley (Dakota del Norte)
El condado de Golden Valley (en inglés: Golden Valley County, North Dakota), fundado en 1912,  es uno de los 53 condados del estado estadounidense de Dakota del Norte. En el año 2000 tenía una población de 1924 habitantes y una densidad poblacional de 074 personas por km². La sede del condado es Beach.

## Historia
Golden Valley era originalmente parte del condado de Billings. Los votantes eligieron separarse de Billings del Condado en 1910, pero litigios impedían la organización formal de la provincia hasta 1912. El territorio de los alrededores se refiere coloquialmente como, Pisos  de serpiente de cascabel, debido al gran número de las serpientes que se encuentran en la zona. La región fue denominada Golden Valley en 1902 después de que un grupo de agrimensores  se dieran cuenta de que la luz del sol  dio a la hierba  un color distinto de dorado.

## Geografía
Según la Oficina del Censo, el condado tiene un área total de 2595 km² (1001,9 mi²), de la cual 2595 km² (1001,9 mi²) es tierra y 4 km² (1,5 mi²) es agua.

### Condados adyacentes
- Condado de McKenzie (norte)
- Condado de Billings (este)
- Condado de Slope (sur)
- Condado de Fallow (suroeste)
- Condado de Wibaux (oeste)

### Áreas protegidas nacionales
- Little Missouri pradera nacional (parte)

## Demografía
En el 2000 la renta per cápita promedia del condado era de $29 967, y el ingreso promedio para una familia era de $37 105. El ingreso per cápita para el condado era de $14 173. En 2000 los hombres tenían un ingreso per cápita de $25 478 versus $18 000 para las mujeres. Alrededor del 15.30% de la población estaba bajo el umbral de pobreza nacional.
| 1920 | 1930 | 1940 | 1950 | 1960 | 1970 | 1980 | 1990 | 2000 | Est. 2009 |
| ---- | ---- | ---- | ---- | ---- | ---- | ---- | ---- | ---- | --------- |
| 4832 | 4122 | 3498 | 3499 | 3100 | 2611 | 2391 | 2108 | 1924 | 1621      |

## Mayores autopistas
- Interestatal 94
- Carretera de Dakota del Norte 16

## Lugares

### Ciudades
- Beach
- Golva
- Sentinel Butte

Nota: todas las comunidades incorporadas en Dakota del Norte se les llama "ciudades" independientemente de su tamaño

### Municipios
| - Beach - Bullion - Delhi - Elk Creek | - Graner - Golva - Henry - Lone Tree | - Pearl - Saddle Butte - Sentinel |

### Territorios no organizados
- East Golden Valley
- Elmwood
- North Golden Valley
- South Golden Valley